# エスカトス
『エスカトス』（ESCHATOS）は、キュートが開発・発売した縦スクロールシューティングゲーム。

## 概要
製作スタッフの中心人物のM-KAIはワンダースワンのプログラム開発ソフトワンダーウィッチのソフトウェアコンテスト「WWGP2001」にて「ジャッジメントシルバーソード」でグランプリを受賞。その後、「JUDGEMENT SILVERSWORD -Rebirth Edition-（ジャッジメント・シルバーソード リバースエディション）」と改題し、内容を強化してキュートから製品化された。本作もジャッジメントシルバーソードのシステムを受け継ぎ発展させたような内容になっている。なお、Steam版以外では『ジャッジメントシルバーソード』および派生作品の『カーディナルシンズ』が収録されている（Steam版は『JUDGEMENT SILVERSWORD -Resurrection-』として別売り）。
内容としては、80年代を意識した空想科学的な世界観で構成されており、同じく80・90年代のシューティングゲームらしくシンプルなものになっている。システム的には、ジャッジメントシルバーソードの3つの攻撃方法や得点倍率などをベースにした発展的なものに近い。
ストーリーは概ね、宇宙から来襲したUFOに侵略されつつある地球を救い、UFOに侵蝕された月へ突入・反撃に出るといったものである。

## システム
威力の高い前方ショット、射程が中距離で左右に広がるワイドショット、敵弾を防ぎかつ攻撃もできる円形のシールドであるフォースフィールドの三種類を駆使し各面を攻略する。道中は「エリア」単位で構成されており、それぞれタイムアタック形式でボーナスが得られるようになっている。
アイテムとしては敵弾を消去し、敵に一定ダメージを与える「ブルーフラッシュ」を出すキャリアが現れるようになっている。また、ショットによって出現する隠しアイテムもある。
ゲームをプレイした累計スコアによりOPTIONの項目が充実し、攻略がやりやすくなるようになっている。
オリジナルモード
本作のメインモード。Easy、NORMAL、HARDに加えて、一定条件で出現する超高難易度のHARDEST、4つの難易度から選択可能。
アドバンスドモード
オリジナルモードにさらなる要素を加えたモード。アイテムに各攻撃を強化するパワーアップ、出現後に自機へ集積される得点アイテム、敵・敵弾消去に加え得点アイテムも発生させるイエローフラッシュが追加される。また、シールド展開時は敵弾消去で得点アイテムが発生、かつ得点アイテムが自機の周りを回転しながら攻撃判定が付く機能が追加されるなど、より幅広いスコアアタックが可能になる。
タイムアタックモード
制限時間内に全エリアクリアを目指すモード。エリアを突破するごとにタイムエクステンド、撃墜されると制限時間が減少してしまう。